# Caudrot
Caudrot é uma comuna francesa na região administrativa da Nova Aquitânia, no departamento da Gironda. Estende-se por uma área de 6,14 km². Em 2010 a comuna tinha 1 163 habitantes (densidade: 189,4 hab./km²).